# Novo brutalismo
Novo Brutalismo é uma corrente arquitetónica que procura sintetizar a natureza intrínseca dos materiais com as técnicas através das quais estes são elaborados, e estabelecer de uma forma extremamente natural uma unidade entre a forma construída e os homens que a utilizam. Esta nova direção da arquitectura brutalista revelou-se nos projectos dos Smithsons para Golden Lane e para o concurso da Universidade de Sheffield, em Inglaterra.